# Элеонора де Пороэт
Элеонора (фр. Eléonore; ум. после 24 июня 1251) — виконтесса части Пороэта с 1231, дочь Эда III, графа де Пороэт.

## Биография
После смерти граф Эда III произошел раздел его графства между его дочерьми Матильдой, Элеонорой и Жанной. Элеоноре и её мужу Ален V досталась меньшая часть, чем Матильде, но больше, чем Жанне. Окончательный раздел графства на три виконтства состоялся в 1239 и 1240 годах. Элеонора и её второй муж Пьер де Шемийе получили города Ла Трините-Пороэт и Ла Шез с замком, а также Лудеак.
Брак Элеоноры и Алена V объединил дом де Пороэт с его боковой ветвью — домом де Роган. Их сын Ален VI унаследовал часть графства от матери и виконтство Роган от отца.

## Брак и дети
1-й муж: Ален V (ум. 1242), виконт де Роган
2-й муж: Пьер де Шемийе (ум. 1254/1255), сир де Шемийе, сын Ги де Туара, герцога Бретани
- Мериадек (ум. 1301), епископ Ванна
- Мабийе; муж с 1251 — Роберт де Бомец
- Тифан; муж — Жоффруа II де Ланво
- Ален VI (1232 — 1243), виконт де Роган
- Жанна; муж — Эрве IV (1225 — 1281), виконт де Леон